# Околодок (Ракульское сельское поселение)
Околодок — деревня в Холмогорском районе Архангельской области.

## География
Находится в центральной части Архангельской области на расстоянии приблизительно 47 км на юг по прямой от административного центра района села Холмогоры на правобережье реки Северная Двина.

## История
Уже в 1939 году отмечалась в составе Ракульского сельсовета Холмогорского района. До 2022 года входила в Ракульское сельское поселение до его упразднения.

## Население
Численность населения: 0 человек в 2002 году, 2 в 2010.